# Марко Стојановић Луис
Марко Стојановић Луис (Минхен, 25. јануар 1985), познатији као Марко Луис (Marko Louis), српски је кантаутор и музичар.

## Биографија
Марко Луис је једно од шесторо деце певача Љубише Стојановића Луиса. Маркова мајка је Дуда из истоимене песме, која се може наћи у очевој дискографији. Од малена се бави музиком, већ са пет година је свирао удараљке и бубњеве. Ишао је у музичку школу при Минхенском конзерваторијуму. Са сестром Мајом Новаковић био је у бенду Маракуја, издали су два албума. У 13. години одлучује да се бави спортом и након тога осам година гради своју кошаркашку каријеру. Играо је за КК с.Оливер Вирцбург.
Године 2007. се из Немачке преселио у Београд, како би студирао дизајн звука на Факултету драмских уметности. Певањем и свирањем по кафићима почиње да се бави како би финансирао студије.
Године 2018. Марко и његова супруга Маша добили су сина Диму. Касније постају родитељи по други пут када су добили ћерку Золу.
Сингл Ћутаћу из 2021. године привукао је велику пажњу јавности, а у музичком споту глуме Милена Радуловић, Урош Јаковљевић и Бранислав Јерковић. Године 2022. одржао је турнеју под називом Freedom 2022.
За своју музику каже да је микс соул музике и хип хоп ритмова, као и утицаја из афро културе, а такође и украса са Балкана, Бугарске, Индије и Ирана. Све то он назива жанром Балкан соул.

## Гласовне улоге
| Година синх. | Филм/серија                      | Лик(ови)              |
| ------------ | -------------------------------- | --------------------- |
| 2015.        | Звончица и чудовиште из Недођије | Солиста у „Лета 1000“ |
| 2020.        | Тролови: Светска турнеја         | Принц Ди              |

## Дискографија

### Албуми
- Shine On Me (2015)
- Бескрај (2017)
- Уживо (2018)
- Еуридика (2018)
- Слобода (2021)
- Ја се зовем слон (2022) мини албум за децу
- Бескрај 2 (2023)

### Синглови
- Пашана (2017) дует са Божом Врећом
- Сањао сам (2018) дует са Божом Врећом
- Пандора (2018) са Божом Врећом
- Слобода (2020)
- Крај (2020) дует са Леном Ковачевић
- Ћутаћу (2021)
- Дуде (2022)
- Русе косе (2022)
- Бонита (2022) са Амилиом Варанаки
- Ружице (2023)
- Ја сам желео (2023)
- Не радујемо се (2023) дует са Дином Мерлином

## Награде и номинације
| Година | Награда               | Категорија         | Песма    | Исход      | Реф.   |
| ------ | --------------------- | ------------------ | -------- | ---------- | ------ |
| 2019.  | Music Awards Ceremony | World music нумера | Еуридика | Номинација |        |
| 2020.  | Music Awards Ceremony | Обрада             | Rockabye | Номинација |        |
| 2023.  | Music Awards Ceremony | Колаборација       | Бонита   | Номинација | [ 12 ] |
| 2023.  | Music Awards Ceremony | World music нумера | Дуде     | Номинација | [ 13 ] |